# Božići (gmina Kozarska Dubica)
Božići (cyr. Божићи) – wieś w Bośni i Hercegowinie, w Republice Serbskiej, w gminie Kozarska Dubica. W 2013 roku liczyła 219 mieszkańców.